# Фор Насингбе
Фор Есозимна Насингбе (Faure Essozimna Gnassingbé; 6. јун 1966), актуелни председник државе Того. Син је бившег председника Насингбеа Ејадеме.

## Биографија
Рођен је 1966. године у месту Афаган. Средњу школу завршио је у Ломеу, након чега је студирао у Паризу, где је дипломирао на финансијском менаџменту, а докторирао у Вашингтону.
Октобра 2002, изабран је за посланика у Националној скупштини Тогоа и био координатор комисије за приватизацију. Дана 29. јула 2003, додељена му је функција министра за рударство, пошту и телекомуникације, функција на којој је био док није изабран за председника државе 5. фебруара 2005. године, након изненадне смрти дотадашњег председника Насингбеа Ејадеме.
Након периода надметања за власт, расписао је изборе на којима је освојио преко 60% гласова. Други председнички мандат преузео је 4. маја 2005. године. Опозиција је организовала протесте против изборних резултата, јер је веровала да су намештени. Полиција је у протестним нередима убила преко 400 грађана.